# Oil and Natural Gas Corporation Football Club
Le Oil and Natural Gas Corporation Football Club (en marathi : तेल आणि नैसर्गिक गॅस कॉर्पोरेशन फुटबॉल क्लब, et en hindi : तेल और प्राकृतिक गैस निगम फुटबॉल क्लब), plus couramment abrégé en ONGC FC, est un club indien de football fondé en 2006 et basé dans la ville de Bandra, dans l'État de Maharashtra.
Il joue ses matchs à domicile au Cooperage Ground.

## Bilan sportif

### Palmarès
| Compétitions nationales |
| --- |
| - Championnat d'Inde D2 (1) : - Champion : 2010. - Vice-champion : 2012. - MDFA Elite Division (1) : - Champion : 2015-16. - Vice-champion : 2016-17. |

### Saisons
| Saison    | Division              | Classement                    | Coupe d'Inde      | Durand Cup |
| --------- | --------------------- | ----------------------------- | ----------------- | ---------- |
| 2008      | I-League 2nd Division | 5e groupe A                   | Aucune            | Aucune     |
| 2009      | I-League 2nd Division | 1er groupe A, 5e groupe final | Aucune            | Aucune     |
| 2010      | I-League 2nd Division | Champion                      | 1er tour          | Aucune     |
| 2010-2011 | I-League              | 14e                           | Tour préliminaire | Aucune     |
| 2012      | I-League 2nd Division | Vice-champion                 | 1er tour          | Aucune     |
| 2012-2013 | I-League              | 9e                            | Aucune            | Aucune     |
| 2015-2016 | MDFA Elite Division   | 1er                           | Aucune            | Aucune     |
| 2016-2017 | MDFA Elite Division   | 2e                            | Aucune            | Aucune     |
| 2017-2018 | MDFA Elite Division   | en cours                      | Aucune            | Aucune     |

## Personnalités du club

### Entraîneurs du club
| - Caetano Pinho (2010 - 30 avril 2012) - Subrata Bhattacharya (30 avril-18 décembre 2012) - Bibek Bhowmik (septembre-octobre 2012) |  | - Santosh Kashyap (18 décembre 2012-2013) - Irinio Vaz - Dharmesh Patel |

### Joueurs du club
- Henry Ezeh
- Badmus Babatunde
- Jatin Singh
- Katsumi Yusa